# Принтезис, Николаос
Николаос Принтезис (греч. Νικόλαοσ Πρίντεζης, 21.02.1941 г., Греция) — архиепископ Наксоса, Андроса, Тиноса и Миконоса с 29 апреля 1993 года.

## Биография
Николаос Принтезис родился 21 февраля 1941 года в Греции. После получения богословского образования был рукоположён 19 декабря 1965 года в священника. 29 апреля 1993 года Николаос Принтезис был назначен апостольским администратором епархии Хиоса.
4 июля 1993 года Римский папа Иоанн Павел II назначил Николаоса Принтезиса архиепископом архиепархии Наксоса, Андроса, Тиноса и Миконоса. 4 июля 1993 года состоялось рукоположение Николаоса Принтезиса в епископа, которое совершил архиепископ Иоаннис Перрис в сослужении с афинским архиепископом Николаосом Фосколосом и епископом Сироса и Милоса Франгискосом Папаманолисом.